# Шиканедер, Эмануэль
Эмануэль Шиканедер (нем. Emanuel Schikaneder, при рождении Johann Joseph Schikaneder — Иоганн Йозеф Шиканедер; 1 сентября 1751, Штраубинг, Бавария — 21 сентября 1812, Вена, Австрийская империя) — немецкий оперный певец (баритон), импресарио, драматург и либреттист. Наиболее известен как либреттист оперы «Волшебная флейта» В. А. Моцарта.

## Начало карьеры
Приблизительно в 1773 году, Шиканедер «с огромадным успехом» дебютировал в составе театральной труппы Мосера, которая ставила, помимо опер, фарсы и зингшпили. В 1777 году он женился на актрисе этой труппы, Элеоноре Арт. В том же году он удачно сыграл Гамлета в постановке в Мюнхене. В 1778 году Шиканедер стал руководителем своей собственной труппы. В 1780 году во время гастролей в Зальцбурге он познакомился с Моцартом.

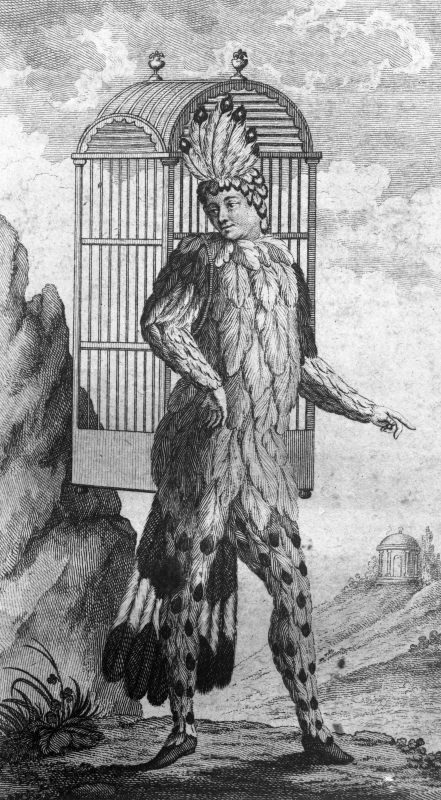
Шиканедер в роли Папагено в опере Моцарта Волшебная флейта

Начиная с 1785 года, Шиканедер выступал в Кернтнертор-театре в Вене, продолжая работать и в Зальцбурге, когда позволяло время. В 1789 году труппа Шикандера обосновался в театре Ауф дер Виден, в пригороде Вены. Постановки труппы, в том числе и опера Моцарта «Похищение из сераля», имели большой успех у публики. Шиканедер также поставил ряд опер на сказочные народные сюжеты, часто используя для этого сложные технические решения.

## Волшебная флейта
Кульминацией серии сказочных опер стала «Волшебная флейта» с музыкой Моцарта. Либретто было написано Шиканедером, который использовал наряду с традиционным сюжетом ряд масонских символов. Сам Шиканедер сыграл в премьерной постановке Папагено.

## Участие в масонстве
Шиканедер, как и Моцарт, был масоном. Он был посвящён в Регенсбурге в масонской ложе «Карл к трём ключам» в 1791 году. Его просьба о вступлении, датированная 14 июля 1788 года, хранится в масонском музее Германии в Байройте.

## Поздние годы
Успех «Волшебной флейты» позволил Шиканедеру организовать в 1801 году новый театр — Театр Ан дер Вин. Театр открылся премьерным показом оперы «Александр» Франца Тейбера на либретто Шиканедера. Театр Ан дер Вин был одним из самых больших и технически оснащенных театров своего времени, однако Шиканедер из-за финансовых трудностей уже через год был вынужден его продать, хотя и дважды приглашался в театр как художественный руководитель.
В этот же период Шиканедер сотрудничал с Людвигом ван Бетховеном, который писал музыку на либретто Шиканедера «Огонь Весты». Бетховен так и не закончил работы, будучи отвлеченным новой идеей — оперой «Фиделио». Все это время он занимал комнату в Театр Ан дер Вин.
В 1804 году театр был куплен бароном Питером фон Брауном, который немедленно уволил Шиканедера — своего старого соперника. Шиканедер покинул Вену и отправился в Брно, а затем в Штайр. В 1811 году из-за девальвации, вызванной войной, он потерял большую часть своего состояния. А в 1812 году во время путешествия в Будапешт Шиканедера поразило сумасшествие. Он умер в нищете 21 сентября 1812 года в Вене.
Всего Шиканедер написал порядка 55 пьес и 44 либретто.

## Образ в кино
- «Амадей» (1984)

## Образ в театре
- Мюзикл «Моцарт» (1999)

Композитор Сильвестр Левэй, либретто Михаэля Кунце.
Исполнители роли Шиканедера — Boris Eder, Johannes Glück.
- Мюзикл «Шиканедер» (2016)

Композитор и автор текстов арий Стивен Шварц, либреттист Кристиан Струппек.
Роль Эмануэля Шиканедера исполнил Марк Зайберт.